# نوک‌بزرگ سرسیاه
نوک‌بزرگ سرسیاه (نام علمی: Peucticus melanocephalus) پرنده‌ای دانهخوار از تیرهٔ کاردینالان (Cardinalidae) است. گاهی آن را با نوک‌بزرگ سینه‌گلی (P. ludovicianus) که با آن در دشت‌های بزرگ آمریکا دورگه می‌شود، در نظر گرفته می‌شود.

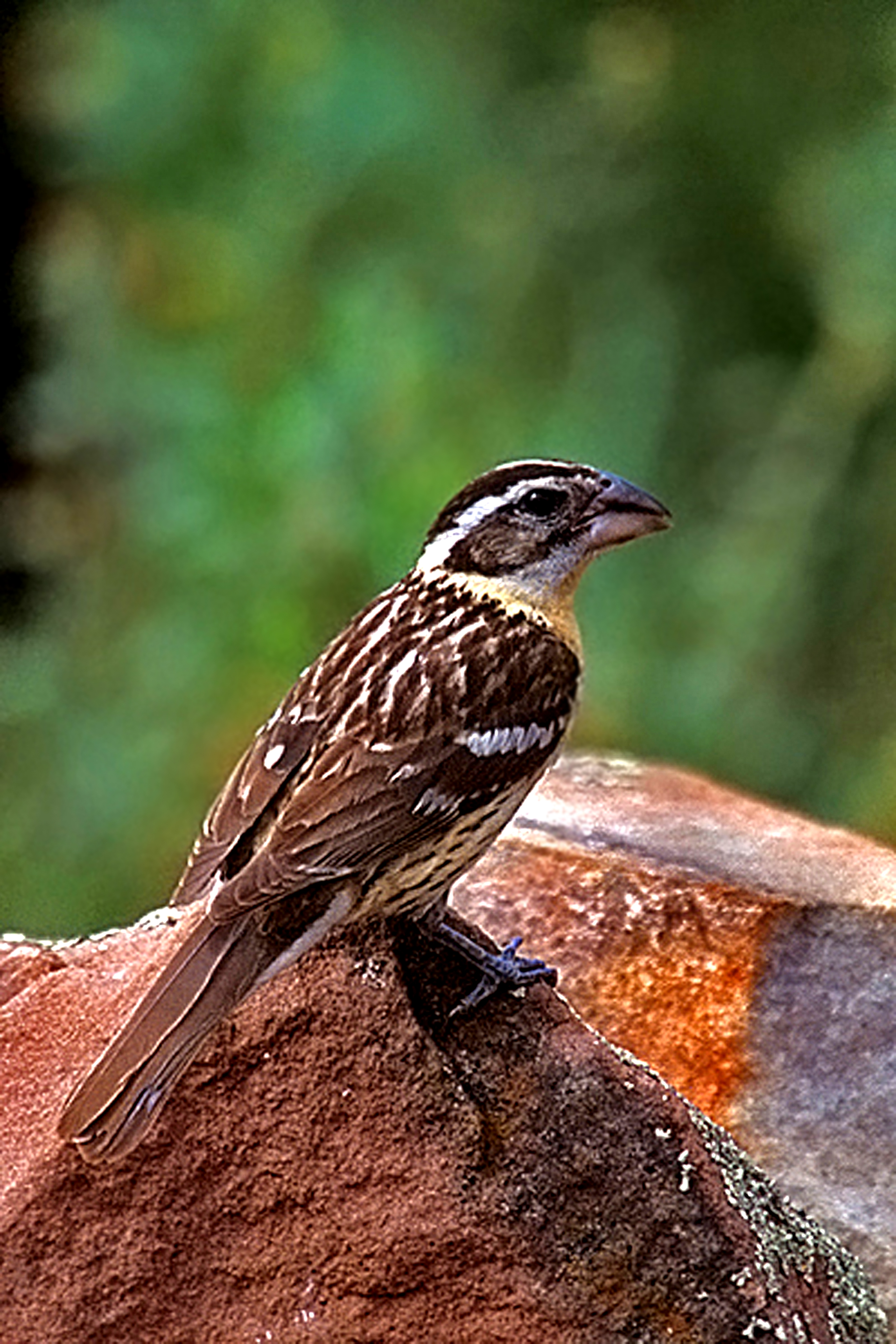
ماده این گونه شبیه به ماده نوک‌بزرگ سینه‌گلی است و در محدوده جغرافیایی بهتر از هم جدا می‌شود.

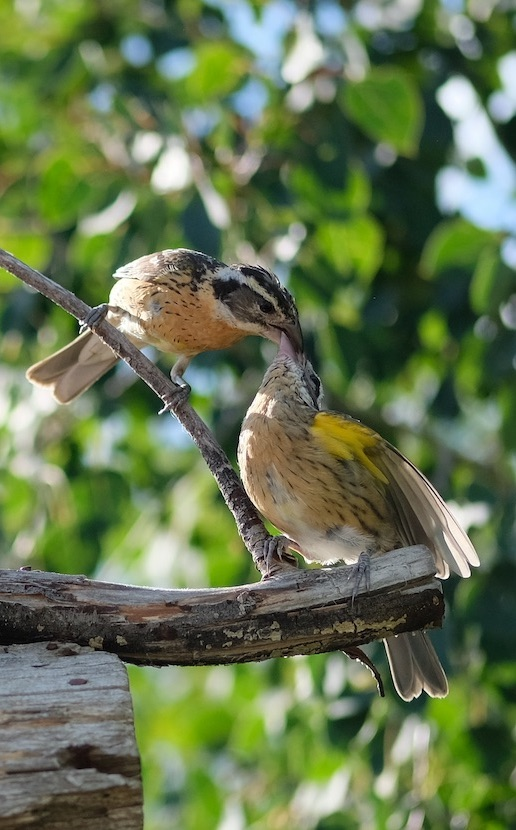
صدای پرنده‌ها خیلی دلنشین است. جوجه به مادرش آواز می‌زند و از او غذا می‌خواهد، دانه‌هایی که شکسته و پوست‌کنده است.